# Acanthoceto
Acanthoceto es un género de arañas araneomorfas de la familia Anyphaenidae. Se encuentra en Sudamérica.

## Especies
Según The World Spider Catalog 12.0:
- Acanthoceto acupictus (Nicolet, 1849)
- Acanthoceto cinereus (Tullgren, 1901)
- Acanthoceto ladormida Ramírez, 1997
- Acanthoceto marinus Ramírez, 1997
- Acanthoceto pichi Ramírez, 1997
- Acanthoceto riogrande Ramírez, 1997
- Acanthoceto septentrionalis (Berland, 1913)